# Браун, Алек (баскетболист)
Алек Браун (англ. Alec Brown; род. 23 июля 1992, Уинона, штат Миннесота, США) — американский профессиональный баскетболист, играющий на позиции центрового.

## Карьера
В юные годы Браун стал баскетбольной звездой местной школы. В выпускном классе Алек продемонстрировал среднюю статистику в 22,4 очка, 9,8 подбора и 4,9 блок-шота, что помогло его команде закончить сезон с рекордом побед и поражений (29/2) и занять 3 место в школьной лиге штата. Во время учебы он собрал целую коллекцию персональных наград и званий – игрок года по версии издания «Уинона Дэйли Ньюс», попадания в первую команду штата, первую команду школьной лиги, первую команду конференции. На его счету числятся 7 рекордов школы: 44 очка за игру, 650 очков в сезоне, 13 блок-шотов за игру, 141 блок-шот в сезоне, 18 попаданий с игры в одном матче, 247 попаданий с игры в сезоне, а также 152 попадания со штрафной линии в сезоне.
В 2010 году Браун поступил в университет «Грин-Бей» (штат Висконсин), чья команда «Грин Бэй Феникс» выступает в первом дивизионе NCAA. За 4 года Алек сумел стать заметной фигурой в конференции All Horizon. В первом сезоне Браун был признан новичком года конференции. По итогам второго и четвертого сезонов вошёл в первую пятерку, в 2013 году – во вторую команду, а в заключительный год в NCAA получил звание лучшего защищающегося игрока конференции. Он же является автором рекорда университета и конференции по блок-шотам суммарно за 4 года – 309.
В 2014 году Браун выставил свою кандидатуру на драфт НБА и уже во время NBA Draft Combine в Чикаго, предшествовавшего самому драфту, сумел привлечь к себе широкое внимание. Он оказался самым результативным игроком ростом выше 213 сантиметров в сессии по трехочковых бросках – 18 из 25 попаданий. В итоге на драфте Алека выбрал клуб «Финикс Санз» под 50 номером. Летом того же года он принял участие в Летней лиге НБА в составе «Санз», но в матче против «Даллас Маверикс» получил повреждение плеча, за которым последовала операция. Контракт с «Финикс Санз» он подписал 14 сентября, но уже через 3 дня был отчислен из команды и в феврале, окончательно восстановившись после травмы, присоединился к фарм-клубу «Санз» «Бейкерсфилд Джэм» в G-Лиге. До конца сезона он принял участие в 20 матчах, набирая в среднем 7 очков, 3,5 подбора и 2 блок-шота за игру.
В сезоне 2015/2016 Браун впервые отправился в Европу и присоединился к испанской команде «Обрадойро». В 29 матчах он показал среднюю статистику в 6,1 очка и 2,9 подбора.
В июле 2016 года Алек вновь участвовал в Летней лиге НБА, после чего «Бейкерсфилд Джем», переименованный в «Нортерн Аризона Санз», передал права на него другому коллективу из Лиги развития «Винди-Сити Буллз», фарм-клубу «Чикаго Буллз». В его составе Браун принял участие в 50 матчах, набирая в среднем 10,7 очка, 5,2 подбора и 1,9 блок-шота.
В апреле 2017 года Браун перешёл в «Эстудиантес», где остался и на следующий сезон 2017/2018. Его статистика в 33 матчах составила 10,8 очка, 4,6 подбора и 1 блок-шот. Кроме того, вместе с «Эстудиантесом» Браун принял участие в Лиге чемпионов ФИБА, где набирал 11,4 очка, 4,8 подбора и 1,2 блок-шота в 16 матчах.
Перед началом сезона 2018/2019 Браун подписал контракт с испанской командой «Бреоган». В 30 матчах его статистика составила 10,9 очка, 5,9 подбора и 1,5 блок-шота.
В июле 2019 года Браун перешёл в «Нижний Новгород». В 6 матчах Единой лиги ВТБ Алек показал статистику в 7,2 очка, 3,2 подбора и 0,7 передачи. В 5 матчах Лиги чемпионов ФИБА его средние показатели составили 8,6 очка, 4,6 подбора и 0,8 передачи. В декабре Браун и нижегородский клуб расторгли контракт по обоюдному согласию сторон.
Свою карьеру Браун продолжил в «Телеком Баскетс». В составе немецкого клуба Алек набирал в среднем 10,8 очка, 3,0 подбора и 1,1 блок-шота в матчах чемпионата Германии.
В июне 2020 года Браун вернулся в «Эстудиантес». В составе команды Алек провёл 36 матчей в чемпионате Испании, набирая 8,1 очка, 3,9 подбора и 1,2 блок-шота.
В августе 2021 года Браун стал игроком «Будивельника». В 30 матчах его статистика составила 10,6 очка, 5,3 подбора и 1,7 блок-шота в среднем за игру. В составе команды Алек стал серебряным призёром Суперкубка Украины.
В марте 2022 года Браун перешёл в «Яловаспор».
В августе 2022 года Браун вернулся в «Будивельник».

## Сборная США
В 2017 году, в составе сборной США, Браун стал победителем чемпионата Америки.

## Достижения

### Клубные
- Серебряный призёр Суперкубка Украины: 2021

### Сборная США
- Победитель чемпионата Америки: 2017